# Карлсруе (лек крайцер, 1927)
Карлсруе (на немски: Karlsruhe) е немски лек крайцер от времето на Втората световна война. Втори кораб от своя проект.
Кораба е наречен в чест на града Карлсруе, негови предшественици със същото име са знаменитият рейдер SMSKarlsruhe (1912) от Първата световна война и крайцера от типа „Кьонигсберг“ II.

## История на създаването
Разработката на проекта за нови крайцери в рамките на Версайските ограничения започват през 1924 г. под ръководството на главния конструктор инженера Еренберг. В рамките на проекта (тип „К“) са построени три крайцера: „Кьонигсберг“, „Карлсруе“ и „Кьолн“.
Крайцерът „Карлсруе“ е заложен на 27 юли 1926 г. в завода на Deutsche Werke в Кил като крайцер „C“ („Ersatz Medusa“ – замяна на крайцера „Медуза“), спуснат е на вода на 20 август 1927 г. и въведен в състава на флота на 6 ноември 1929 г.

## История на службата

### Задгранични походи
В периода преди войната, при службата си, крайцерът има множество задгранични походи, в хода на които посещава Средиземно море, различни портове на Европа, Африка, Южна Америка, Източна Индия, Северна Америка, Индия, Австралия, Япония, Филипините. Крайцерът преминава Суецкият и Панамският канали, заобикаля нос Добра Надежда и Нос Хорн. За цялото това време до 1 юли 1936 г. крайцерът се числи в Учебния отряд. От септември 1934 г. до септември 1935 г. корабът се командва от капитан цур зе (капитан 1-ви ранг) , а в бъдеще – знаменитият адмирал Гюнтер Лютиенс.
На 1 юли 1936 г. „Карлсруе“ е изключен от списъците на учебния отряд и е зачислен в Разузнавателните сили на флота.
Корабът има бойна подготовка и рутинна служба. На 20 май 1938 г. във военноморската корабостроителница на Вилхелмсхафен започват работи по модернизацията на кораба, в хода на които крайцерът заварва началото на Втората световна война. Работите са завършени на 13 ноември 1939 г.

### Бойна служба
В началото на Втората световна война „Карлсруе“ се намира в завода във Вилхелмсхафен, където завършва неговата модернизация.
Крайцерът участва в операцията „Везерюбунг“, влизайки в състава на група № 4, цел на която е превземането на портовете Кристиансан и Арендал, за което на борда на кораба има десантни съединения.
За командир на група №4 е назначен командирът на „Карлсруе“ капитан цур зе Фридрих Риве.
При подхода към Кристиансан крайцерът попада под обстрела на норвежките брегови батареи. Към пладне на 9 април 1940 г. „Карлсруе“ успява да влезе в залива на града, гарнизонът на който капитулира. В 19 часа на същия ден той излиза в морето в съпровождение на три миноносеца, насочвайки се обратно за Германия. Корабът плава със скорост 21 възела, изпълнявайки противолодъчен зигзаг. Британската подводница „Труант“ под командването на капитан-лейтенанта Хатчинсън атакува крайцера, давайки залп от 10 торпедни апарата. В целта попада само едно торпедо, но повредите са толкова сериозни, че екипажът се прехвърля на миноносците „Лухс“ и „Зееадлер“. Последен кораба напуска командирът, след което миноносецът „Грейф“ изстрелва две торпеда в повредения кораб. „Карлсруе“ потъва в точката с координати 57°55′ с. ш. 8°14′ и. д. / 57.916667° с. ш. 8.233333° и. д.. Загубите на екипажа са 11 души.

### Откриване на мястото на крушението
Норвежкият електрооператор Statnett, през септември 2020 г., съобщава по обществената телевизия NRK, че крайцерът Karlsruhe е открит и идентифициран по изображения от сонар, на дълбочина 490 м, едва на 16 м от подводен силов кабел, съединяващ Норвегия и Дания, поставен на това място през 1977 г.

## Коментари
1. ↑  Всички данни са приведени по състояние към септември 1939 г.
2. ↑  Префиксът „SMS“ е от на немски: Seiner Majestat Schiff (Кораб на Негово Величество).
3. ↑  Германските кораби при началото на тяхното строителство получават временни имена. За новите кораби се избират букви. Тези кораби, които трябва да заменят стари или загубени кораби получават приставката „Ерзац“ пред името на заменяемия кораб.